# Lou Lubin
Lou Lubin (9 de novembro de 1895 — 30 de janeiro de 1973) foi um ator estadunidense de rádio, cinema e TV, que participou de mais de 40 produções entre as décadas de 30 e 50, incluindo clássicos como A Sétima Vítima.

## Filmografia
Ator
- Rainbow's End (1938)
- A Sombra do Homem Sombra("Shadow of the Thin Man") (1941) .... 'Rainbow' Benny
- Estrada Proibida ("Johnny Eager") (1941) .... Benjy
- Butch Minds the Baby (1942) .... Acey Deucey
- Sabotador ("Saboteur") (1942) (sem créditos) .... Homem
- Barulho a bordo (("Ship Ahoy") (1942) (sem créditos) .... Steward
- Maisie Gets Her Man (1942) (sem créditos) .... Horseplayer
- Dois Fantasmas Vivos ("A-Haunting We Will Go") (1942) .... Dixie Beeler
- Quero ser feliz ("The Hard Way") (1943) (sem créditos) .... Frenchy
- Hi'ya, Chum (1943) .... Eddie Gibbs
- Correspondente Fenômeno ("They Got Me Covered") (1943) (sem créditos) ....
- A morte dirige o espetáculo ("Lady of Burlesque") (1943) .... Moey, the Candy Butcher
- A Sétima Vítima The Seventh Victim") (1943) (sem créditos) .... Irving August, Private Eye
- Find the Blackmailer (1943) (sem créditos) .... Mr. Olen
- Uma estranha aventura ("When Strangers Marry") (1944) .... Jacob Houser
- Hi, Beautiful (1944) .... Louis, Husband
- Dillinger (filme) (1945) (sem créditos) .... Walter
- Almas Perversas ("Scarlet Street") (1945) (sem créditos) .... Tiny - garçom
- O Transviado ("Night Editor") (1946) (sem créditos) .... Necktie
- Cross My Heart (1946) (sem créditos) .... Tony Krouch
- Easy Come, Easy Go (1947) (sem créditos) .... Weiss - Tailor
- Chantagem ("Fall Guy") (1947) .... Benny
- Riffraff (1947) (sem créditos) .... Rabbit
- Alias a Gentleman (1948) (cenas descartadas) .... Pickpocket
- Tenth Avenue Angel (1948) (sem créditos) .... O'Harrell, Card Player
- Joe Palooka in the Big Fight (1949) .... Talmadge
- Mundos Opostos ("East Side, West Side") (1949) (sem créditos) .... Chuck Snyder
- Golpe do Destino ("Cry Danger") (1951) .... Hank
- A Um Passo do Fim ("The People Against O'Hara") (1951) (sem créditos) .... Eddie
- Outlaw Women (1952) .... Danny
- Models, Inc. (1952) .... Max
- A Mulher Absoluta (1952) .... Garçom
- Just Across the Street (1952) (sem créditos) .... Man in Trouble
- Tropical Heat Wave (1952) .... Frost
- The Clown (1953) .... Little Julie
- "Adventures of Superman" .... Small Henchman (1 episódio, 1953) - The Human Bomb (1953) episódio de TV .... Small Henchman
- Private Eyes (1953) .... Oskar
- Dinheiro em Caixa ("Money from Home") (1953) .... Sam
- "The Public Defender" .... Willie 'The Bite' Brown (1 episódio, 1954) - The Prize Fighter Story (1954) episódio de TV .... Willie 'The Bite' Brown
- Dançando nas Nuvens ("It's Always Fair Weather") (1955) (sem créditos) .... Lefty Louie, Gym Trainer
- I Married a Woman  (1958) (sem créditos) .... Tailor

Trilha Sonora
- Dançando nas Nuvens (1955) (intérprete: "Stillman's Gym")